# یاووز بینگل
یاووز بینگل (ترکی استانبولی: Yavuz Bingöl؛ زادهٔ ۷ اکتبر ۱۹۶۴) موسیقی‌دان، هنرپیشه اهل ترکیه است.
از فیلم‌ها یا برنامه‌های تلویزیونی که وی در آن نقش داشته‌است می‌توان به بازگشت به خانه، سه میمون، فرشته سپید و رز سیاه اشاره کرد.